# Fête des Lumières (Lyon)
Pour les articles homonymes, voir Fête des lumières et Illumination.
Ne doit pas être confondu avec le Festival Lumière, autre événement lyonnais

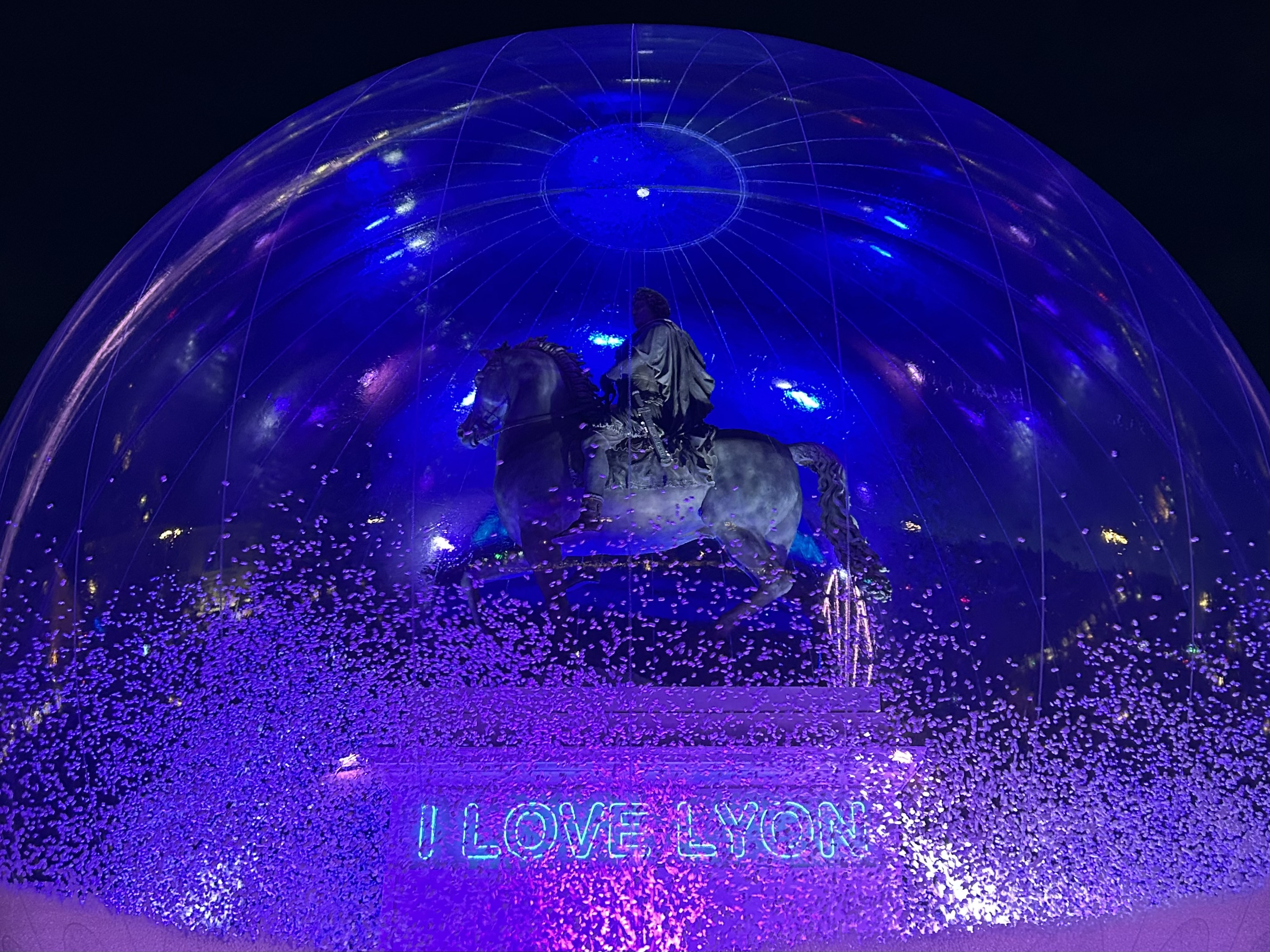
L'œuvre « I love Lyon » (« j'adore Lyon » en français) installée sur la statue équestre de Louis XIV place Bellecour, à l'occasion de l'édition 2024 de la Fête des Lumières. Cette œuvre, déjà exposée lors des éditions 2006 et 2007, est devenue un symbole du festival, et plus largement de la promotion touristique de la ville.

La fête des Lumières s'appuie sur la fête religieuse dite fête du 8 décembre, fête de l'Immaculée Conception, Illuminations ou encore fête de la Vierge Marie. C'est une manifestation populaire, devenue événement médiatique, initiée par la ville de Lyon en 1989, qui se tient chaque année pendant quatre jours autour du 8 décembre, date traditionnelle de l'événement, à Lyon (France).

## Histoire

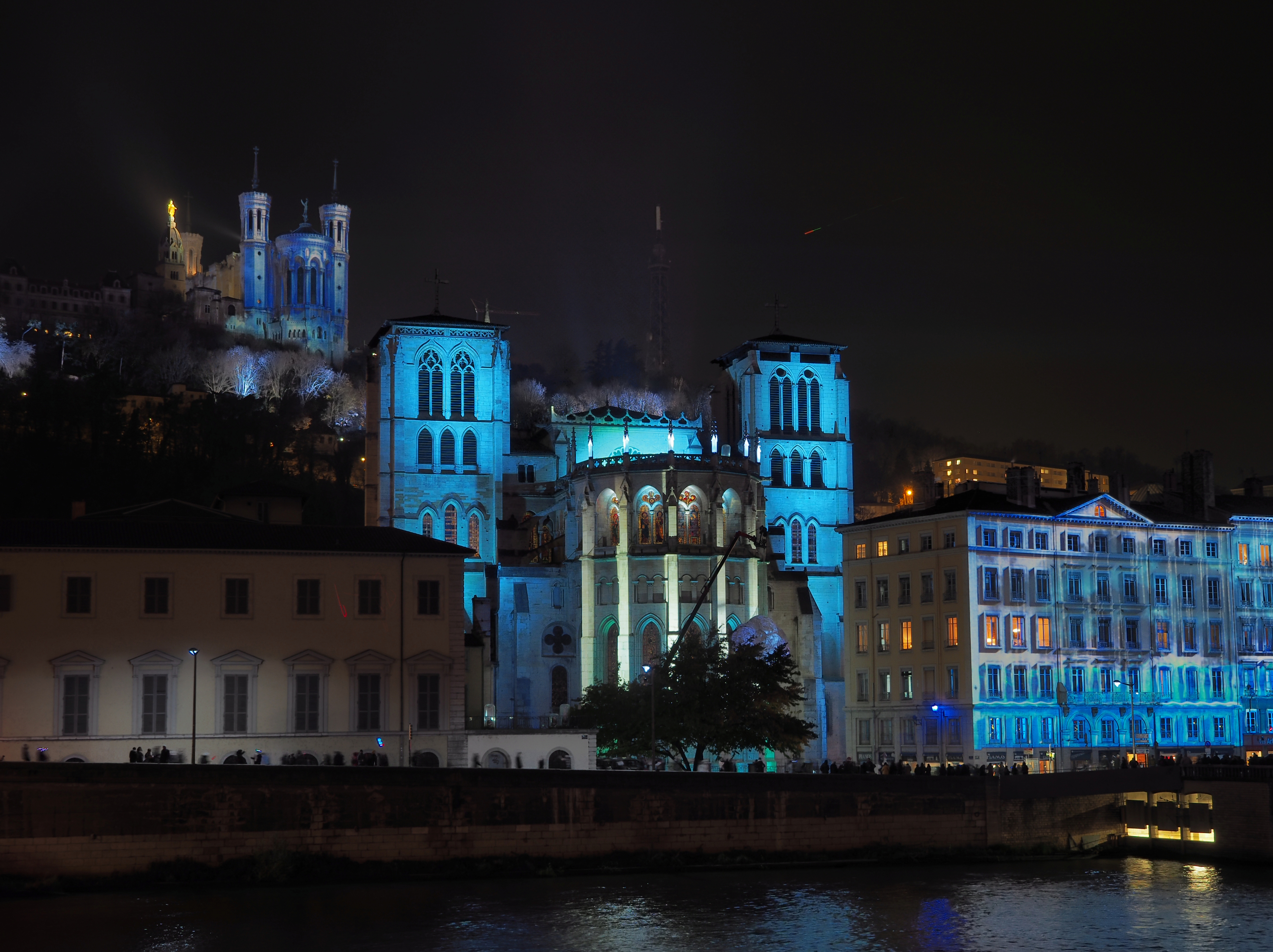
La colline de Fourvière et la primatiale Saint-Jean durant la fête des Lumières.

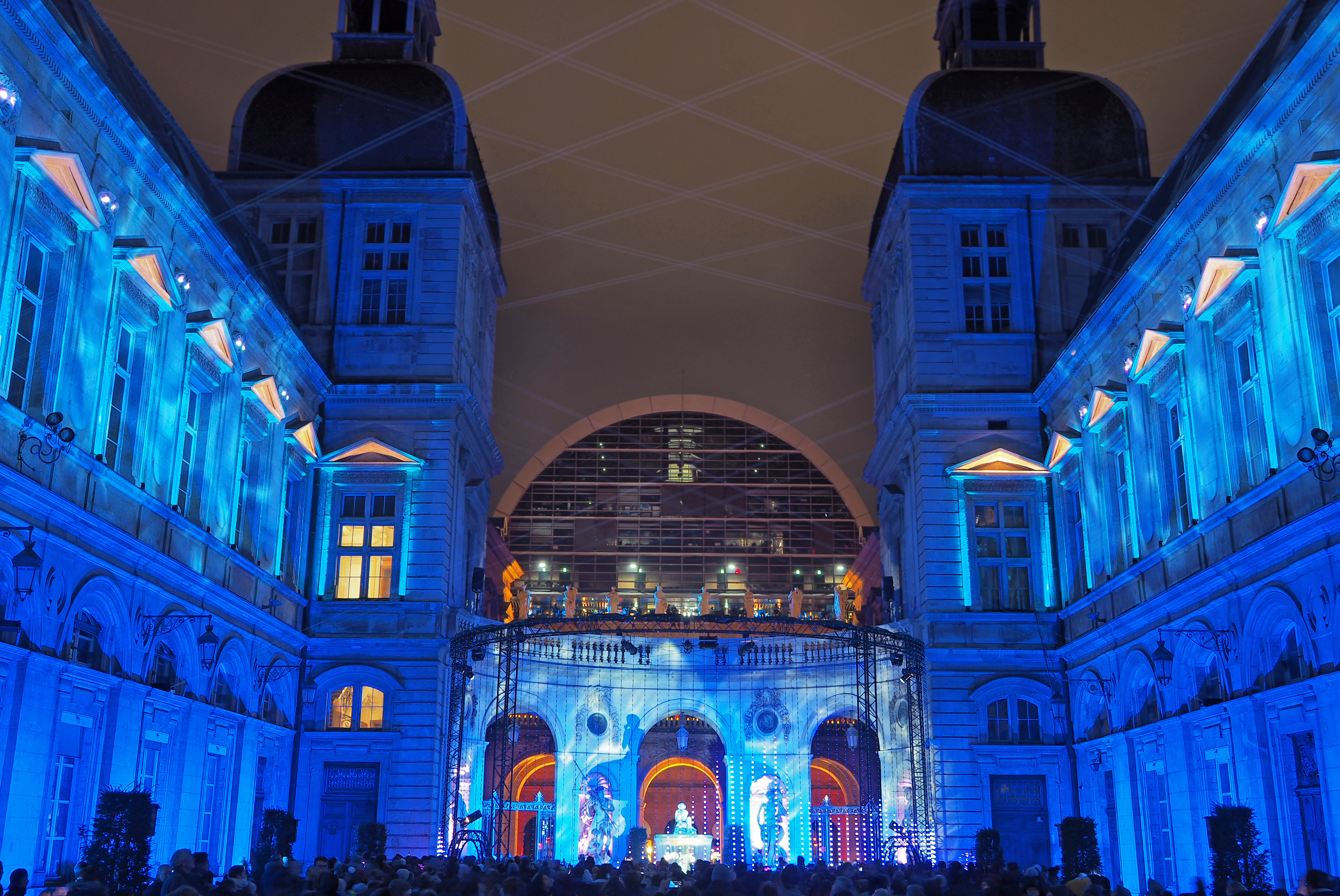
La cour de l'hôtel de ville de Lyon et la coiffe de l'Opéra durant la fête des Lumières.

### Origines de la vénération de la Sainte Vierge Marie
La ville de Lyon vénère la Vierge Marie depuis le Moyen Âge et s'est mise sous sa protection en 1643, année où le sud de la France était touché par la peste : les échevins de Lyon, le prévôt des marchands et les notables firent alors vœu de rendre hommage chaque année à la Vierge si l'épidémie de peste cessait. Comme l'épidémie cessa, le peuple tint sa promesse et rendit hommage à la Vierge, chaque année.
Depuis cette date, un cortège solennel municipal se rend depuis la cathédrale Saint-Jean au sanctuaire de la Vierge sur la colline de Fourvière (à la chapelle Saint-Thomas de Lyon puis la basilique Notre-Dame de Fourvière après sa construction) chaque 8 septembre (et non le 8 décembre), jour de consécration de la ville à la Vierge, le jour de la fête de sa Nativité, pour lui offrir cierges et écus d'or : il s'agit du Vœu des Échevins.
Le 8 décembre, jour de la fête de l'Immaculée Conception, fut choisi, en 1852, pour inaugurer la statue de la Sainte Vierge posée sur le clocher de l'ancienne chapelle de Fourvière, inauguration qui aurait dû avoir lieu le 8 septembre précédent, mais qui fut reportée pour des raisons météorologiques. La pluie intervient une nouvelle fois ; cependant, les Lyonnais, ayant attendu trois mois, ne voulurent pas annuler la fête et allumèrent les lumignons qu'ils avaient préparés.

### Premières illuminations du 8 décembre
Les autorités lancent en 1850 un concours pour la réalisation d'une statue de Marie qui sera positionnée sur le clocher de la chapelle Saint-Thomas de Fourvière. L'ancienne église est rénovée par l'architecte Alphonse-Constance Duboys, qui a construit la tour clocher. Le projet de Joseph-Hugues Fabisch, présenté par quelques notables lyonnais et fervents catholiques, puis accepté par le cardinal de Bonald en 1850, remporte le concours.
En 1852, est inaugurée la statue de la Vierge Marie érigée sur la chapelle de la colline de Fourvière. L'inauguration devait avoir lieu le 8 septembre 1852, jour de la fête de la Nativité de la Vierge et date anniversaire du vœu des échevins de 1643. Mais, une crue de la Saône aurait empêché qu'elle fût prête ce jour-là et que la cérémonie s'effectuât. L'archevêché, en accord avec la commission des laïcs, choisit alors de reporter l'inauguration à la date du 8 décembre 1852.
Or, le 8 décembre est la date de la fête de l'Immaculée Conception de la Vierge, fête célébrée depuis le IXe siècle, bien que la proclamation du dogme ne date que de 1854. Les jours qui précèdent l'inauguration, tout est en place pour les festivités : la statue doit être illuminée par des feux de Bengale, on prévoit des feux d'artifice depuis le haut de la colline et des fanfares vont jouer dans les rues. Les notables catholiques lyonnais proposent d'illuminer les façades de leurs maisons comme cela se fait traditionnellement pour les grands événements (entrées royales, victoires militaires...).
Mais le 8 décembre au matin, un violent orage s'abat sur Lyon. Le maître des cérémonies décide aussitôt de tout annuler et de reporter les réjouissances nocturnes au dimanche suivant. Puis, finalement, le ciel se dégage, et la population lyonnaise qui avait tant attendu cette cérémonie, d'un geste spontané, illumine ses fenêtres, descend dans les rues et quelques feux de Bengale allumés à la hâte éclairent la statue et la chapelle de Notre-Dame-de-Fourvière (la basilique n'existe pas encore). Les Lyonnais chantent des cantiques et crient « Vive Marie ! » jusque tard dans la nuit.

### Poursuite de la tradition

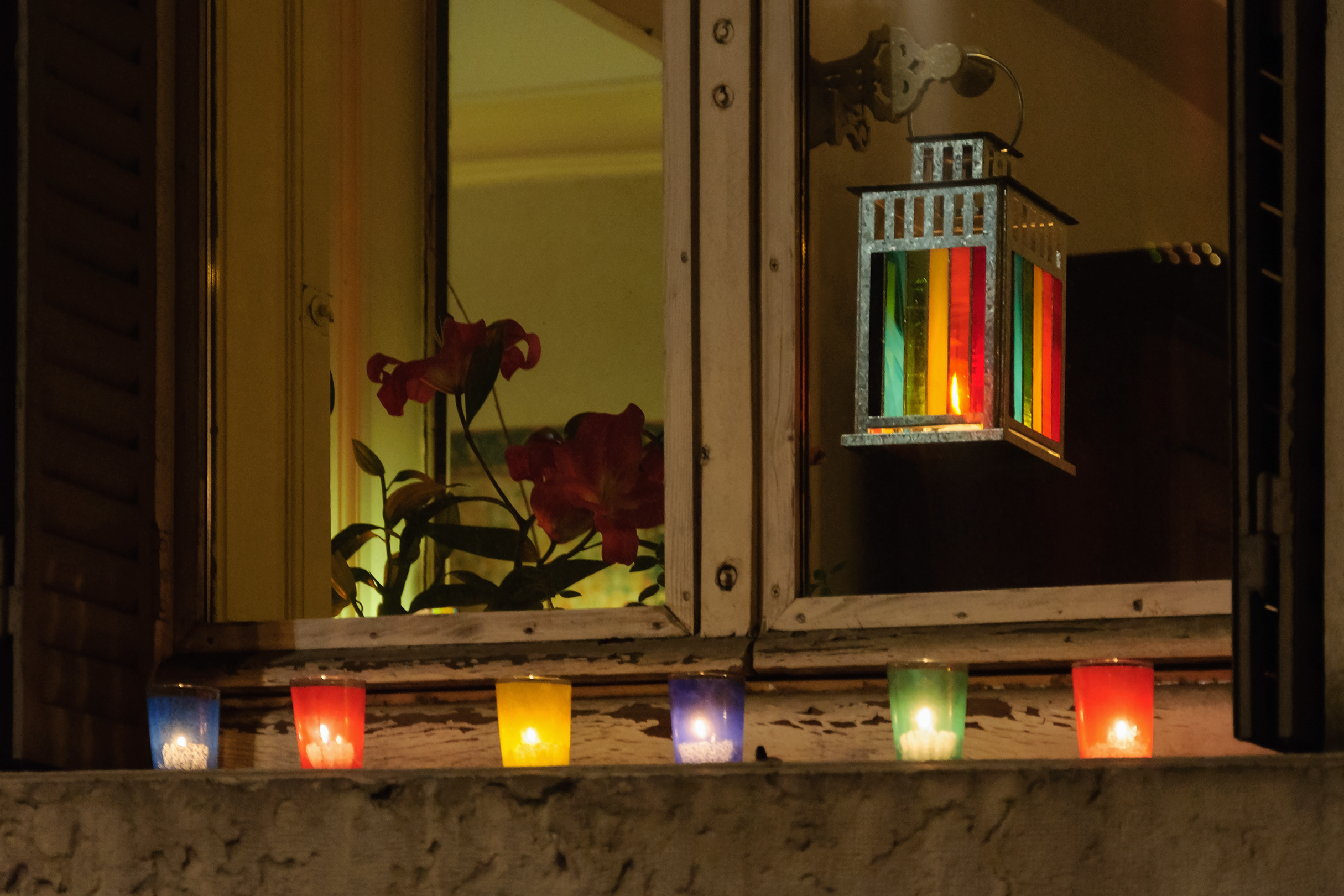
Lumignons sur le bord d'une fenêtre.

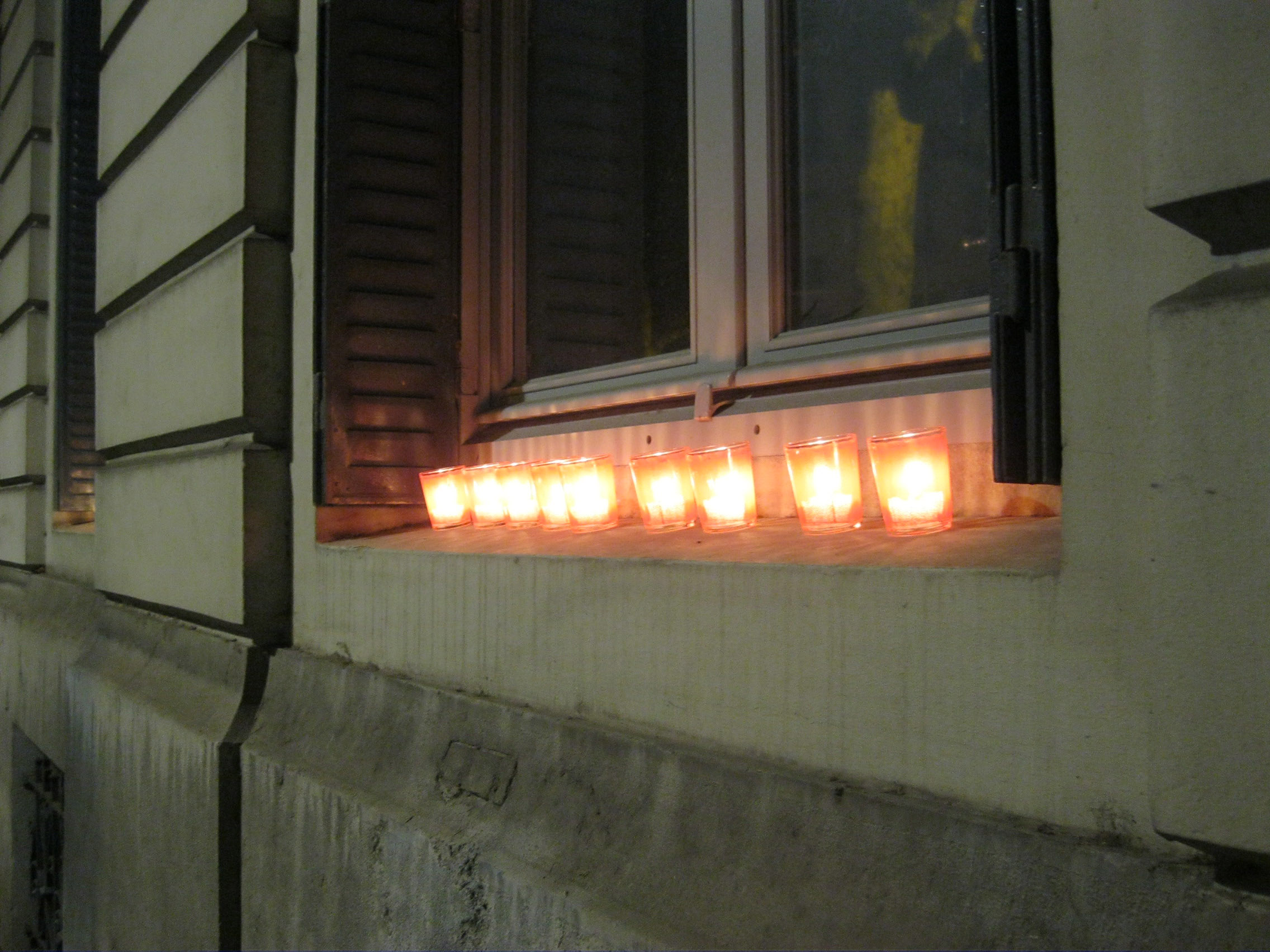
Lumignons sur le rebord d'une fenêtre.

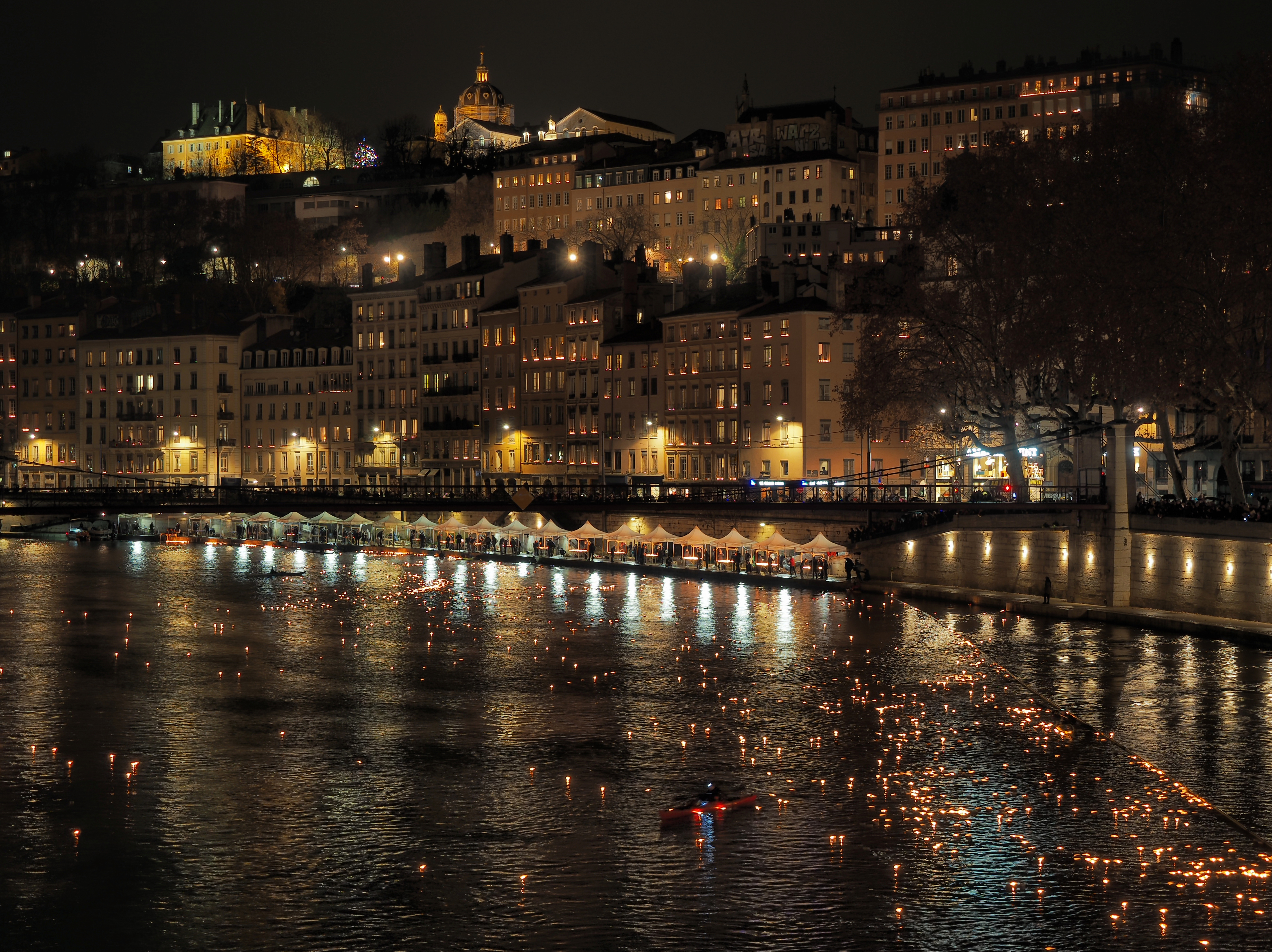
Lumignons sur les quais de Saône et sur la rivière en 2019.

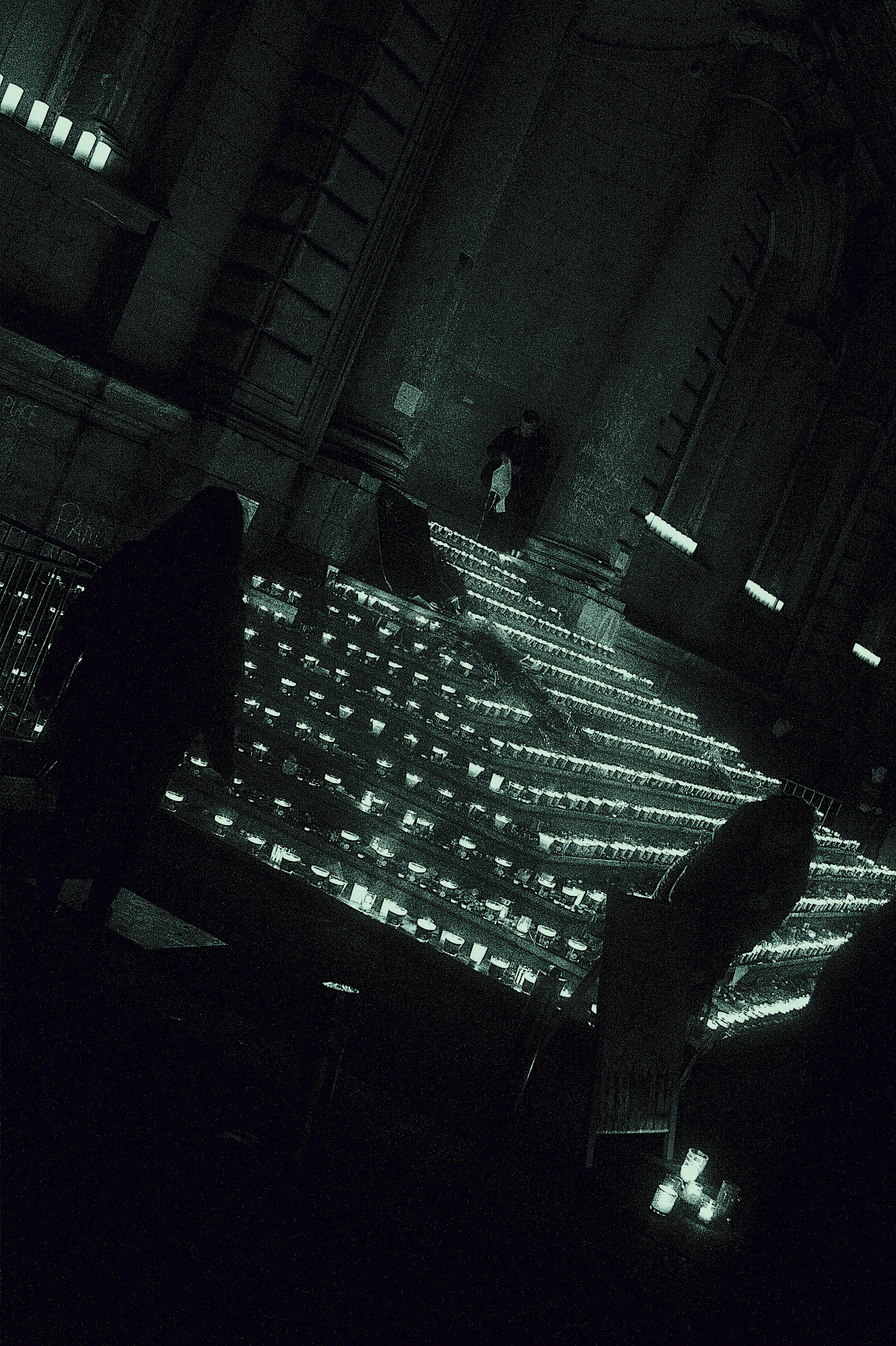
Les marches de l'hôtel de ville, le 8 décembre 2015, en hommage aux victimes des attentats de Paris.

Depuis 1852, la fête a été reconduite chaque année. La tradition veut que chaque famille habitant la partie de Lyon illuminée le 8 décembre conserve avec ses décorations de Noël, son assortiment de verres du 8 décembre, épais et parfois colorés. On appelle ces verres garnis d'une bougie des « lumignons » ou « lampions ». Dès le mois de novembre, on trouve dans les magasins des sacs de ces fameuses bougies courtes et cannelées comme des gâteaux, ainsi que des assortiments de verres. Le soir du 8 décembre, les bougies sont allumées et placées dans les verres déposés sur le bord des fenêtres.

### Création de la Fête des Lumières contemporaine
Avec la municipalité de Michel Noir en 1989, la fête spontanée est accompagnée par les premières mises en lumière de certains monuments. Avec la municipalité de Raymond Barre en 1999, elle est étendue sur 4 jours et s'appelle Fête des Lumières,,. Des animations plus importantes sont proposées par la municipalité et les professionnels du spectacle, véritable œuvres artistiques. Ces animations ont un caractère contemporain qui réside soit dans le concept soit dans la réalisation de l'« œuvre éphémère » partant de la tradition. Parties du centre-ville, elles touchent rapidement par la suite tous les quartiers de la ville. Tout cela fait que cette fête a revêtu un caractère également touristique et international, attirant plusieurs millions de visiteurs chaque année. La participation populaire demeure néanmoins très présente du fait des façades illuminées et des déambulations le soir du 8 décembre.

### L'extension du nouveau festival
Sous l'impulsion de Jean-François Zurawik, artisan de la fête des Lumières depuis 2005, l'événement ne cesse de prendre de l'ampleur et la présence, ces dernières années, de concepteurs nationaux et internationaux de renom illustre bien le rayonnement international grandissant de cette manifestation.
L'événement offre dans la ville des scénographies et des spectacles de lumière soit innovants et surprenants, soit plus traditionnels, comme sur la place Bellecour, la place des Terreaux, la colline de Fourvière, les places des Jacobins, de la République et des Célestins, la cathédrale Saint-Jean, la gare Saint-Paul, ou encore le parc de la Tête-d'Or. Depuis 2005, une œuvre est dédiée à une association avec la vente de lumignons.
La relation de la ville de Lyon avec la Chine (la soie) est exprimée ainsi par exemple lors de l'édition 2013 au parc de la Tête-d'Or par des lumignons et des éclairages orientaux traditionnels, mais aussi rue de la République durant l'édition 2016, avec Les Lanternes de Zigong, ou encore en 2018 à l'Odéon antique (Yu Da Ba Jiao).
En 2007, Heavent Sud, le salon des professionnels de l'événement, organise au Palais des Festivals de Cannes, la première édition des trophées de l'événement : la Fête des Lumières y est récompensée par le trophée du « meilleur événement Grand Public 2006 ».
Durant l'édition 2010, 3 millions de personnes déambulent dans les rues de Lyon pour la Fête des Lumières. En 2012, 4 millions de visiteurs admirent la ville de la Fête des Lumières. Devenant de plus en plus un événement touristique, la Fête des Lumières draine chaque année des millions de visiteurs venus de tous les pays, ce qui en fait vraisemblablement l'un des quatre plus grands rassemblements festifs au monde, en termes de fréquentation, après le Kumbh Mela, le Carnaval de Rio et l'Oktoberfest de Munich. Cette fête se distingue par son aspect populaire associé à une envergure artistique pour les arts contemporains, arts plastiques et musique.

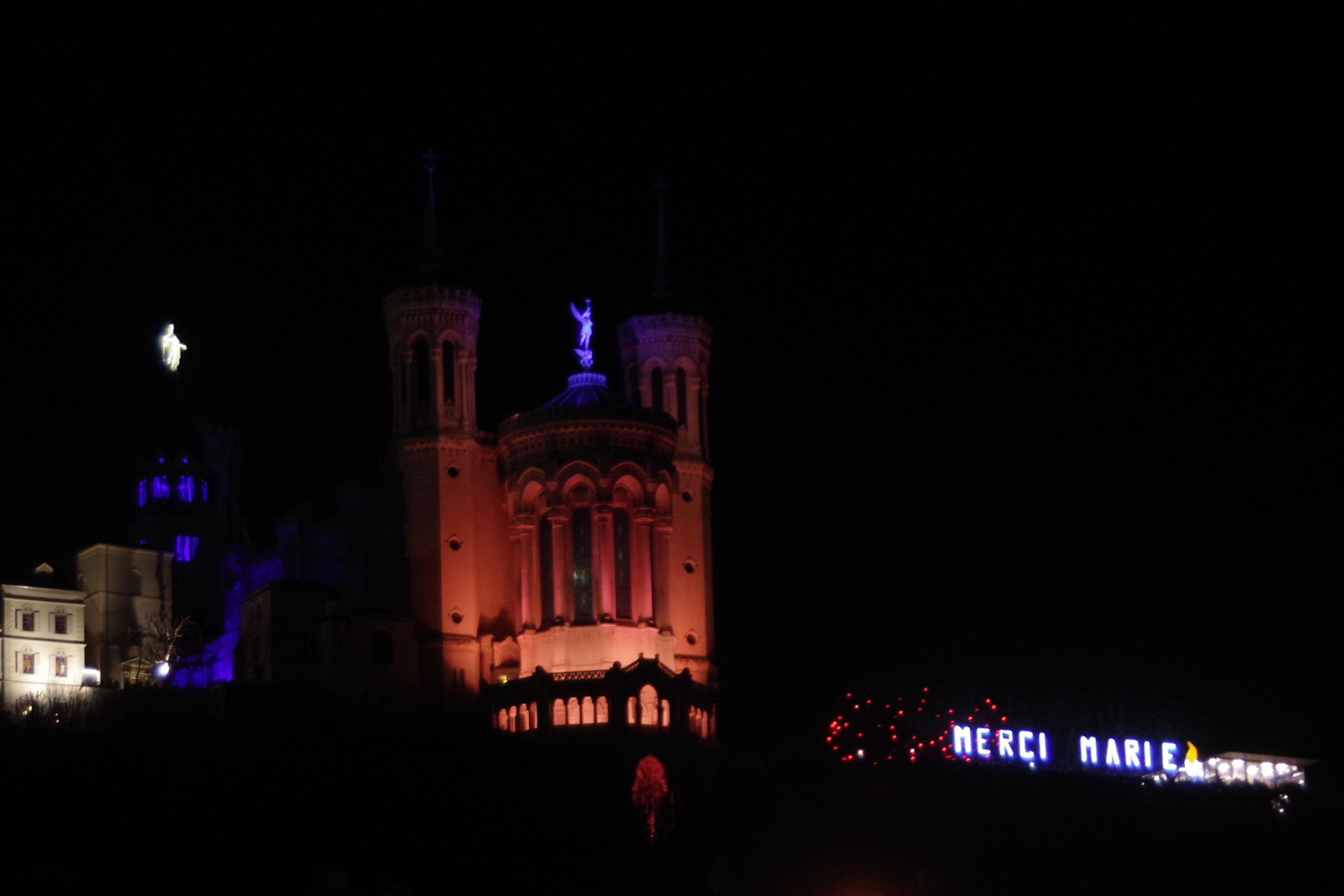
« Merci Marie » à côté de la Basilique de Fourvière

En 2014, la Fête des Lumières atteint son apogée : près de 80 œuvres, avec un record d'œuvres interactives et insolites, 4 millions de visiteurs et tous les arrondissements de la ville investis.

### La Fête face aux crises (2015-2020)

#### Première annulation en 2015
En 2015, pour la première fois de son histoire, la Fête des Lumières est annulée pour des raisons de sécurité liées aux attentats survenus le 13 novembre en Île-de-France. Cette annulation, évoquée dès le lendemain des attentats, est confirmée le 19 novembre lors d'une conférence de presse réunissant le maire de Lyon Gérard Collomb et le préfet du Rhône Michel Delpuech ; les festivités sont remplacées par plusieurs manifestations, autorisées par le préfet, rendant hommage aux victimes de ces événements tragiques, à travers la pose traditionnelle de lumignons sur les fenêtres,,. La procession et montée aux flambeaux vers la basilique Notre-Dame de Fourvière, qui a lieu chaque année, est par ailleurs maintenue. Si la tradition se perdait depuis plusieurs années à cause du départ de nombreux Lyonnais et du fait des nombreux touristes venant assister à cet événement, cette édition spéciale permit de revoir de nombreuses fenêtres illuminées, l'éclairage public du centre-ville étant éteint afin d'améliorer leur visibilité. Le diocèse lance également pour les 7 et 8 décembre l'opération « Merci Marie ».

#### Retour en format réduit (2016)
L'année suivante, en 2016, la Fête des Lumières signe un retour réussi. Un dispositif de sécurité d'une ampleur exceptionnelle est déployé par les autorités afin de garantir le bon déroulement des festivités. Les animations sont limitées à la Presqu'île, au Vieux Lyon et à la colline de Fourvière ; elles sont par ailleurs réparties sur 3 jours (au lieu de 4, du jeudi au samedi), et sur une plage horaire de 4 heures (au lieu de 6 heures) par soir, de 20 h à minuit. En dépit de ces contraintes, 2 millions de visiteurs assistent aux différentes œuvres, ce que la municipalité considère comme un bilan positif, laissant entrevoir un retour « à la normale » pour les années suivantes (qui ne se confirme toutefois que partiellement).

#### Virage artistique intimiste (2017-2018)
Après un retour à quatre jours et un périmètre légèrement élargi lors de l'édition 2017, la Fête des Lumières reste réussie pour les éditions 2018 et 2019, avec une fréquentation stable (1,8 million de visiteurs en 2019), une quarantaine d'œuvres, des lieux semblables et un virage plus intimiste amorcé en 2017. Les horaires de l'édition 2016 évoluent, avec l'apparition d'un nouvel horaire ; 19h-23h, les soirs de semaine et le dimanche depuis l'édition 2018.

#### L'impact des mouvements sociaux nationaux (2018-2019)
Le samedi 8 décembre 2018, jour de la semaine investi par la Fête le plus prisé, une manifestation du mouvement des « Gilets jaunes » dégrade l'installation de la place Bellecour ; l'ordre y est cependant rétabli une heure avant le début des festivités.
En 2019, la fréquentation de l'événement est moindre que prévu, en raison de la grève SNCF en lien avec la réforme des retraites annoncée ; des visiteurs voient en effet leurs billets de train vers Lyon annulés.

#### Nouvelle annulation en 2020

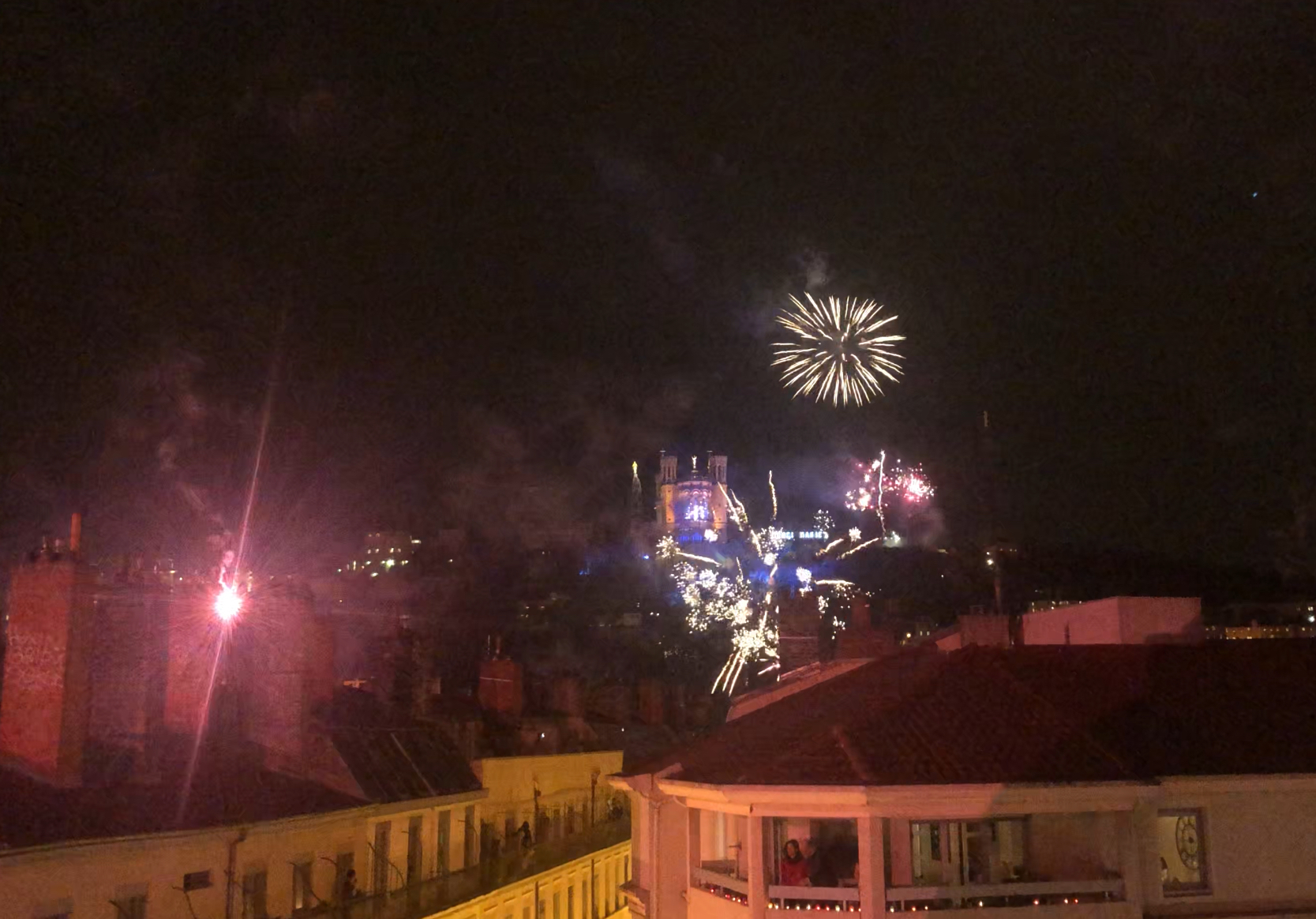
Le feu d'artifice tiré le 8 décembre 2020 à Lyon après l'annulation de la Fête des Lumières pour cause de pandémie de Covid-19.

En 2020, la Fête des Lumières est annulée en raison de la pandémie de Covid-19,. Les lyonnais sont appelés à déposer les lumignons aux fenêtres, en hommage aux aides-soignants, en première ligne face à la pandémie de Covid-19. Seules la mise en lumière de la colline de Fourvière et l'opération des Lumignons du Cœur sont maintenues.
À la surprise générale, des feux d'artifice sont tout de même tirés depuis les rues du centre-ville le soir du 8 décembre. La municipalité et la préfecture, ayant déclaré ne pas être impliquées dans ces tirages, font savoir leur volonté de saisir la justice.

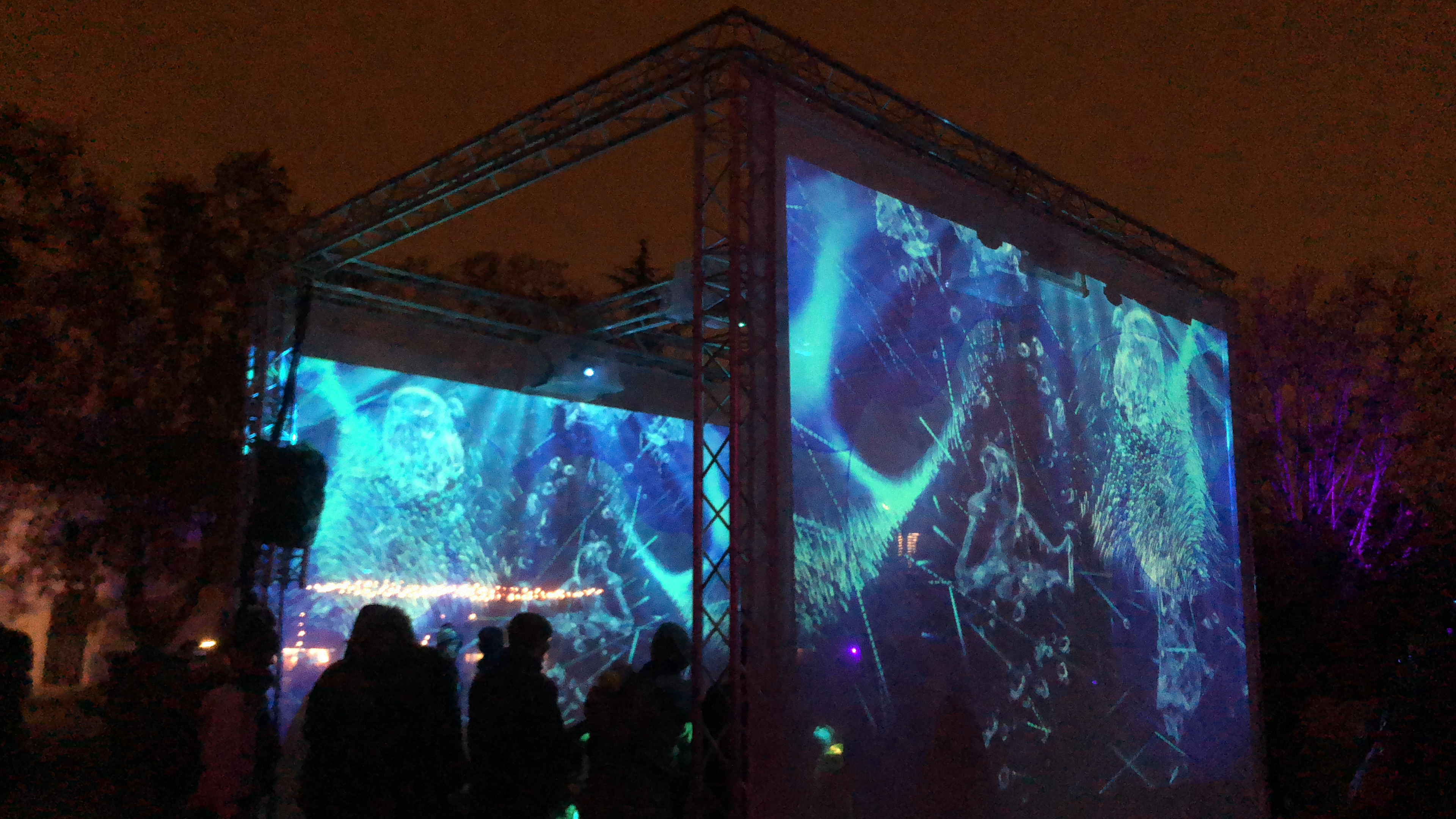
L’œuvre « Cachés dans la ville » au parc Blandan lors de l’édition 2022.

### Sous la municipalité écologiste (2021-2025)

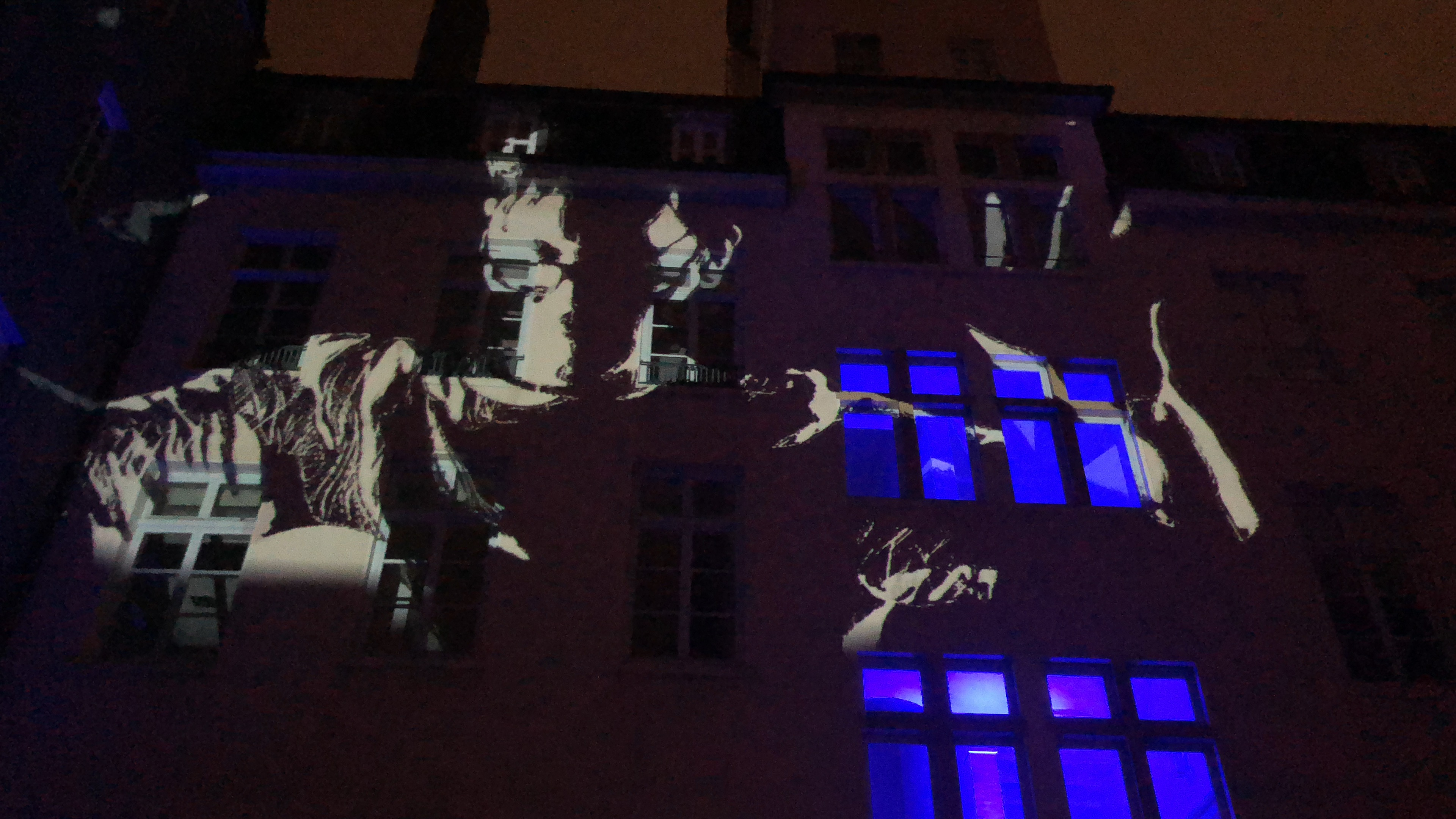
L’œuvre « Soi-même » exposée à la Fondation Bullukian lors de l’édition 2022.

#### L'attention portée à des publics spécifiques (depuis 2021)
Pour l'édition 2021, se tenant du 8 au 11 décembre, la Fête fait son retour, avec l'apparition d'œuvres dédiées spécialement à l'enfance et à la jeunesse, selon la volonté de la nouvelle municipalité écologiste, notamment au parc Sergent-Blandan, lieu investi pour la première fois par l'évènement.
En 2022 et 2023, les œuvres proposées à la fondation Bullukian, près de la place Bellecour, ont vocation à sensibiliser le public à la condition des personnes autistes puis sourdes et/ou muettes.

#### L'échec ressenti en 2022
En 2022, après une longue stagnation à 1,8 million entre 2017 et 2021, la Fête des Lumières atteint à nouveau 2 millions de visiteurs, signe d'un engouement retrouvé pour l'événement après la pandémie de Covid-19. L'édition est cependant généralement considérée comme un échec, lié selon le public à l'extinction de l'éclairage de certains monuments en lien avec la crise énergétique en cours, et à des installations lumineuses jugées trop austères.

#### En 2023 et depuis

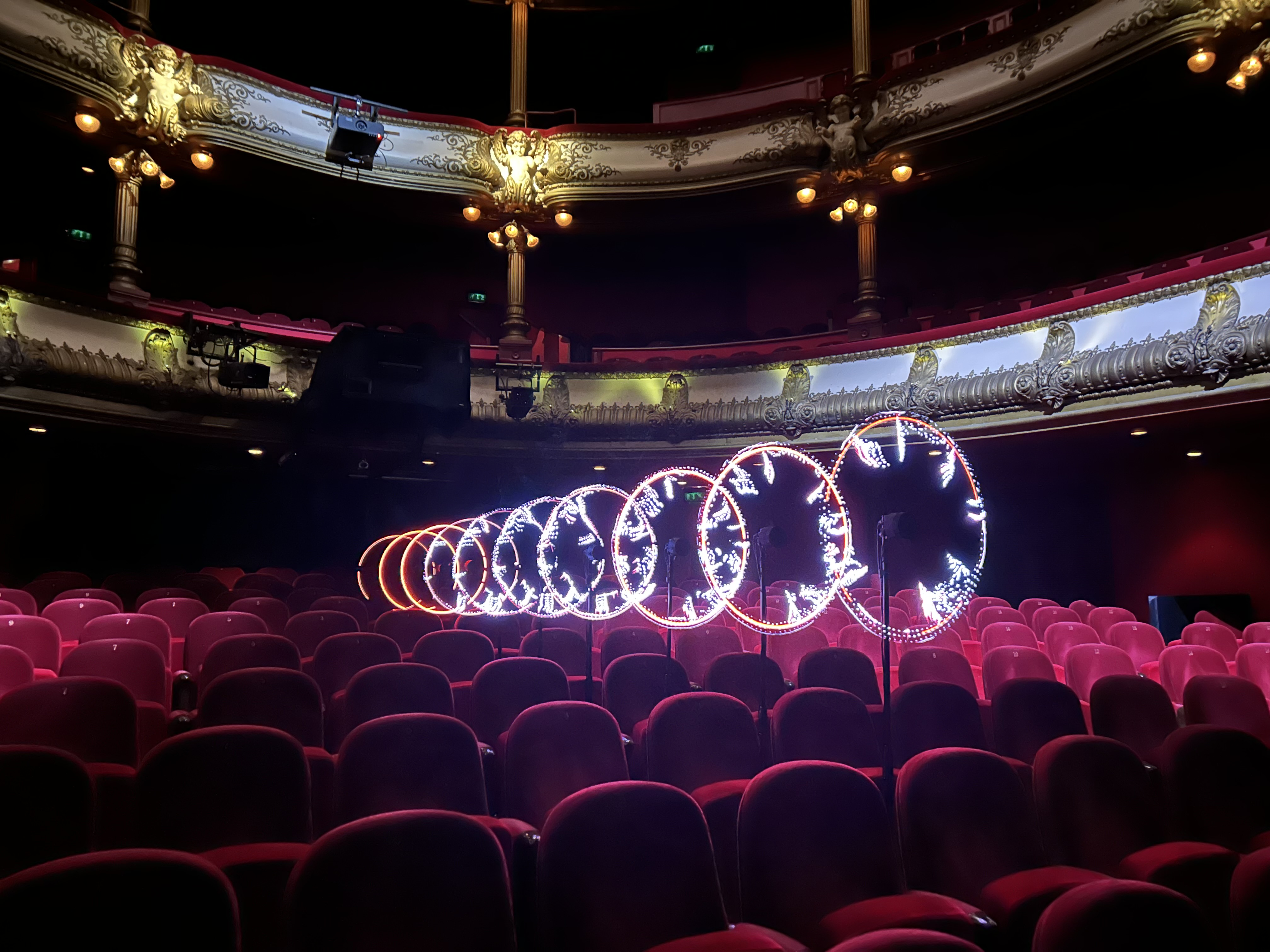
L’œuvre « ROW » exposée à l’intérieur du théâtre des Célestins lors de l’édition 2023.

Un an plus tard, l'événement s'étend en journée, avec plusieurs œuvres visibles de jour, dont une investissant pour la première fois l'intérieur du théâtre des Célestins.

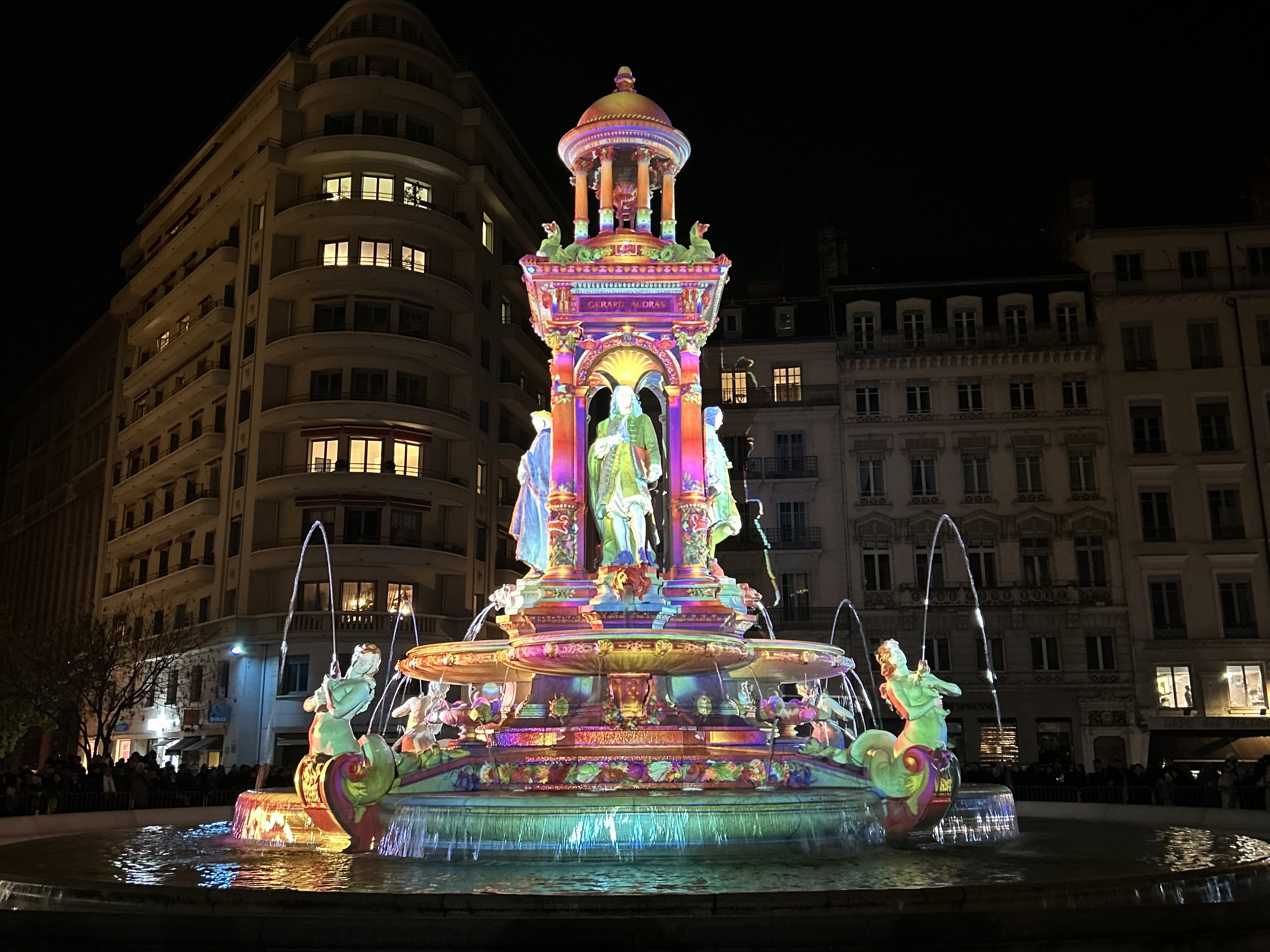
L’œuvre « Jacobins, act 4 » exposée sur la place éponyme en tant qu’œuvre « rétrospective » lors de l’édition 2024.

En 2024, à l'occasion du 25e anniversaire de la première édition du festival, 6 œuvres « rétrospectives » sont proposées au public, reprenant des créations marquantes sur des lieux majeurs de la Fête. La projection sur la basilique de Fourvière organisée séparément par la région Auvergne-Rhône-Alpes depuis 2021 est aussi intégrée au programme de l’événement.

#### Galerie photo

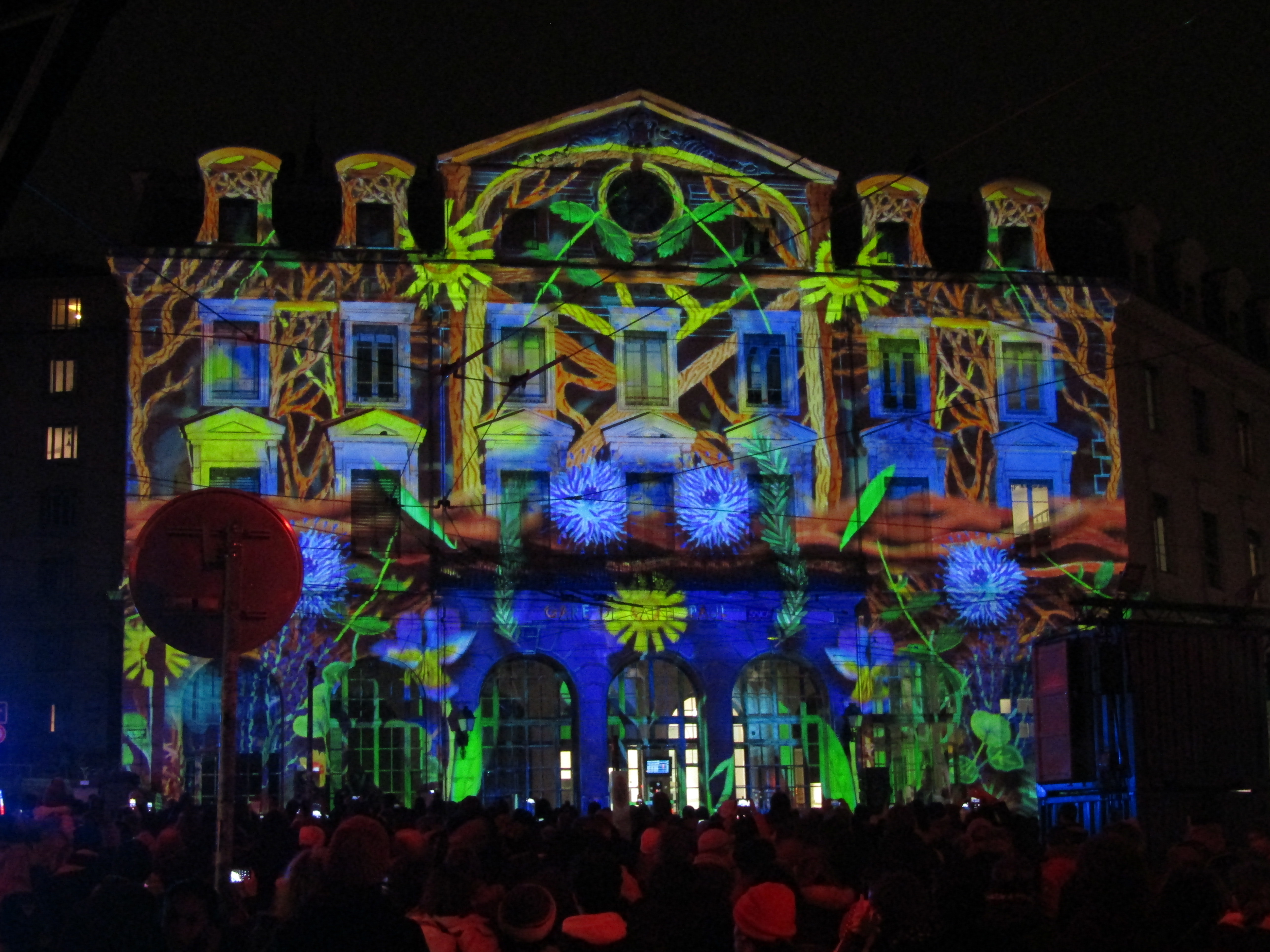
Gare Saint-Paul en 2022
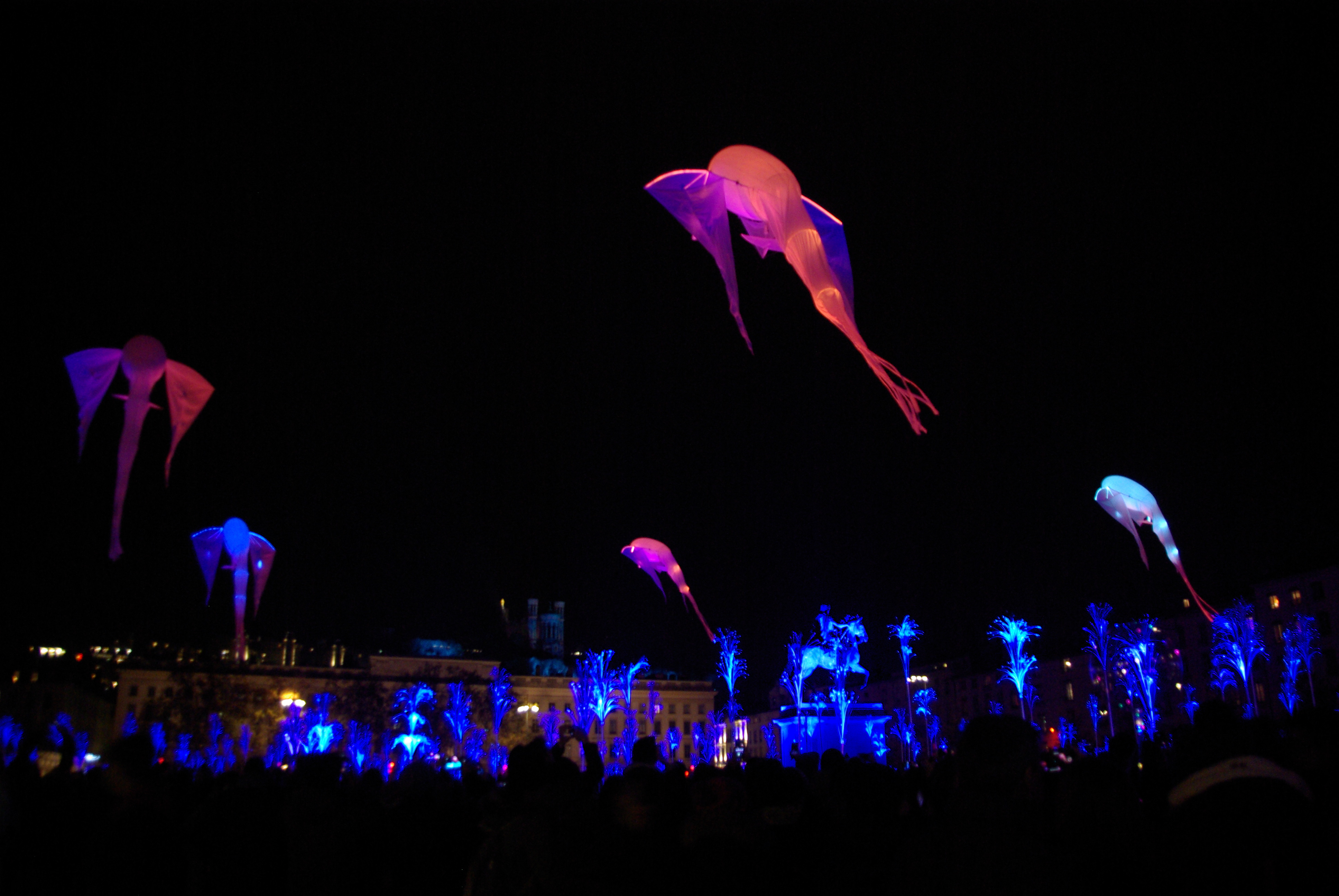
Place Bellecour en 2019
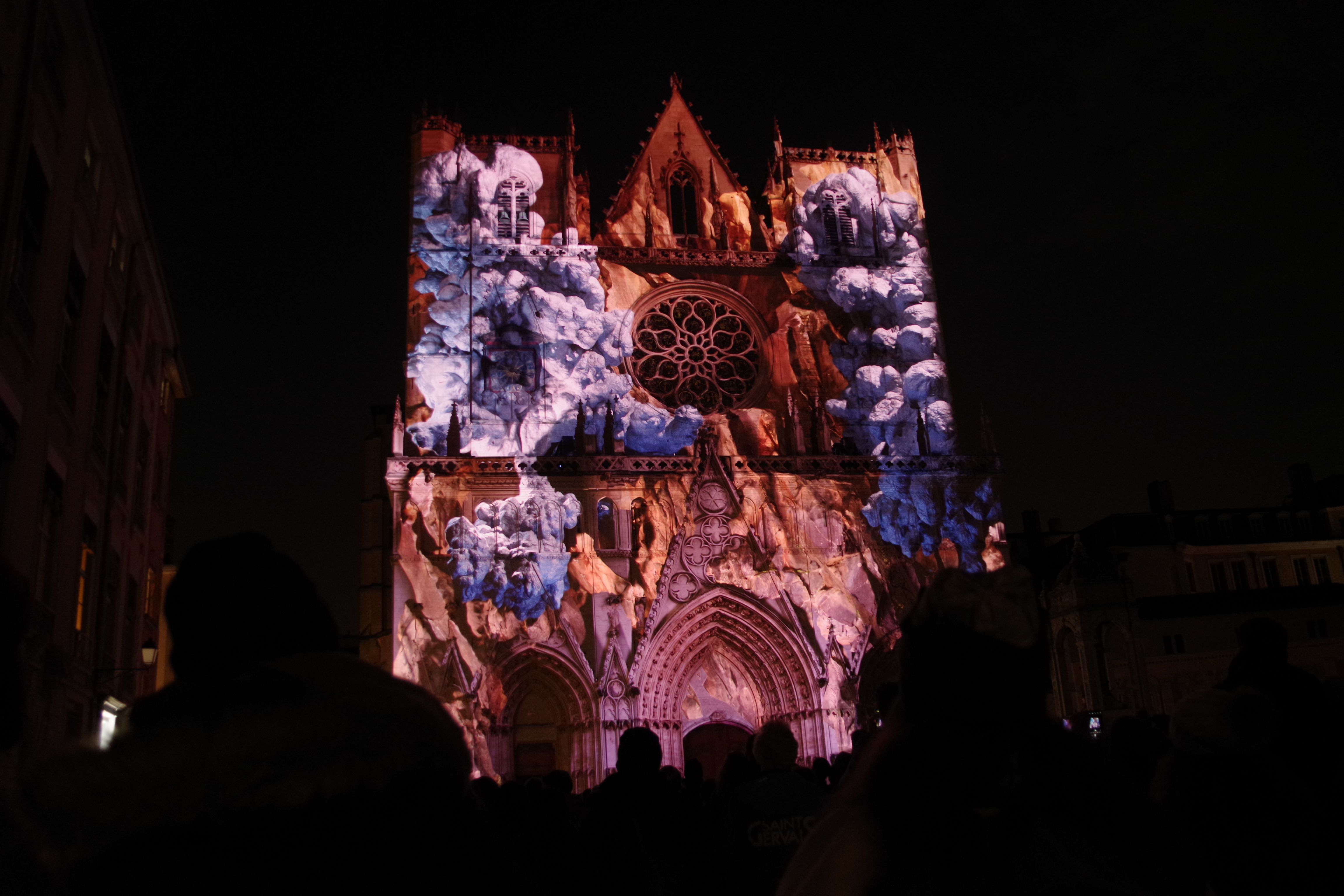
Cathédrale Saint-Jean en 2024
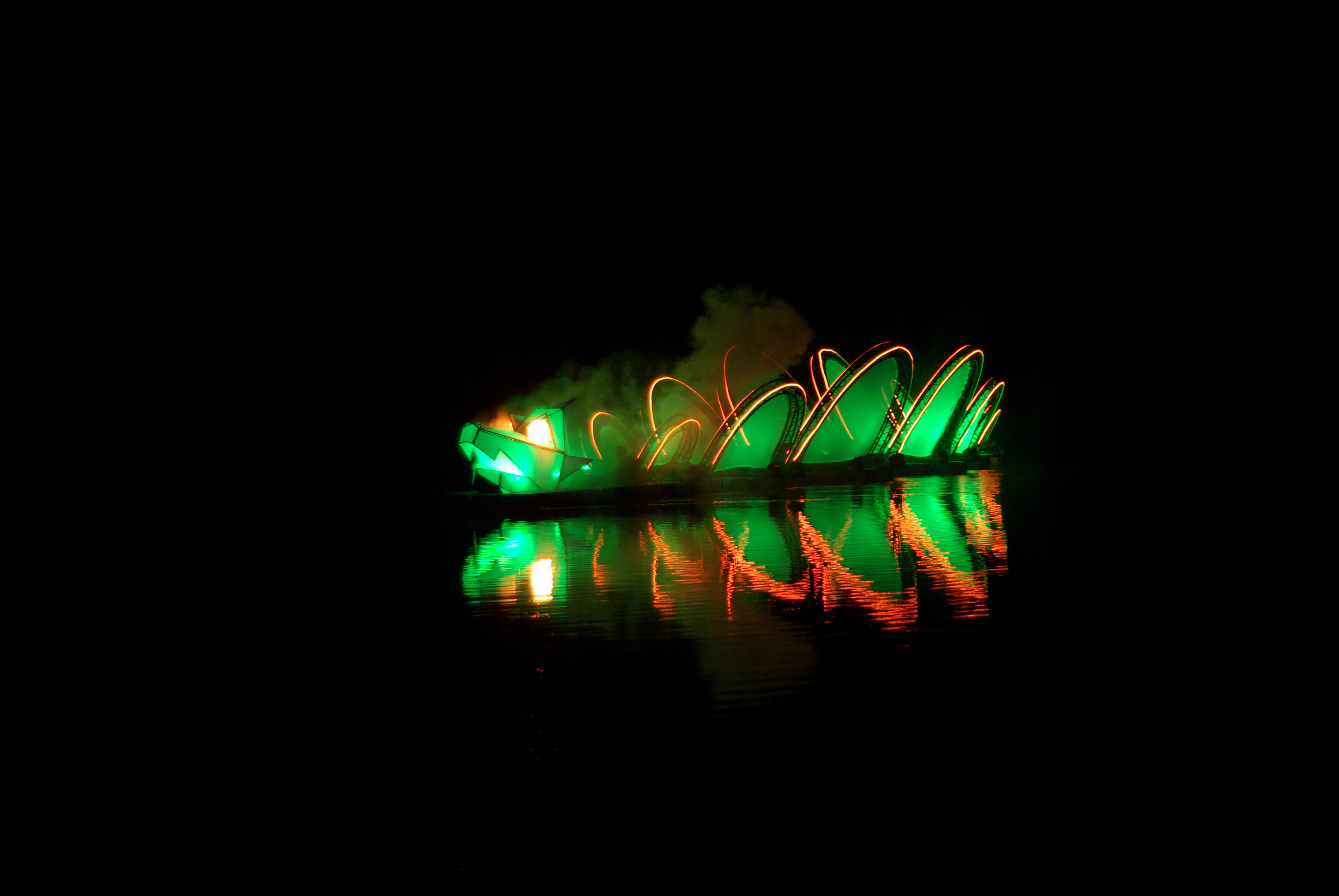
Parc de la Tête d'Or en 2023
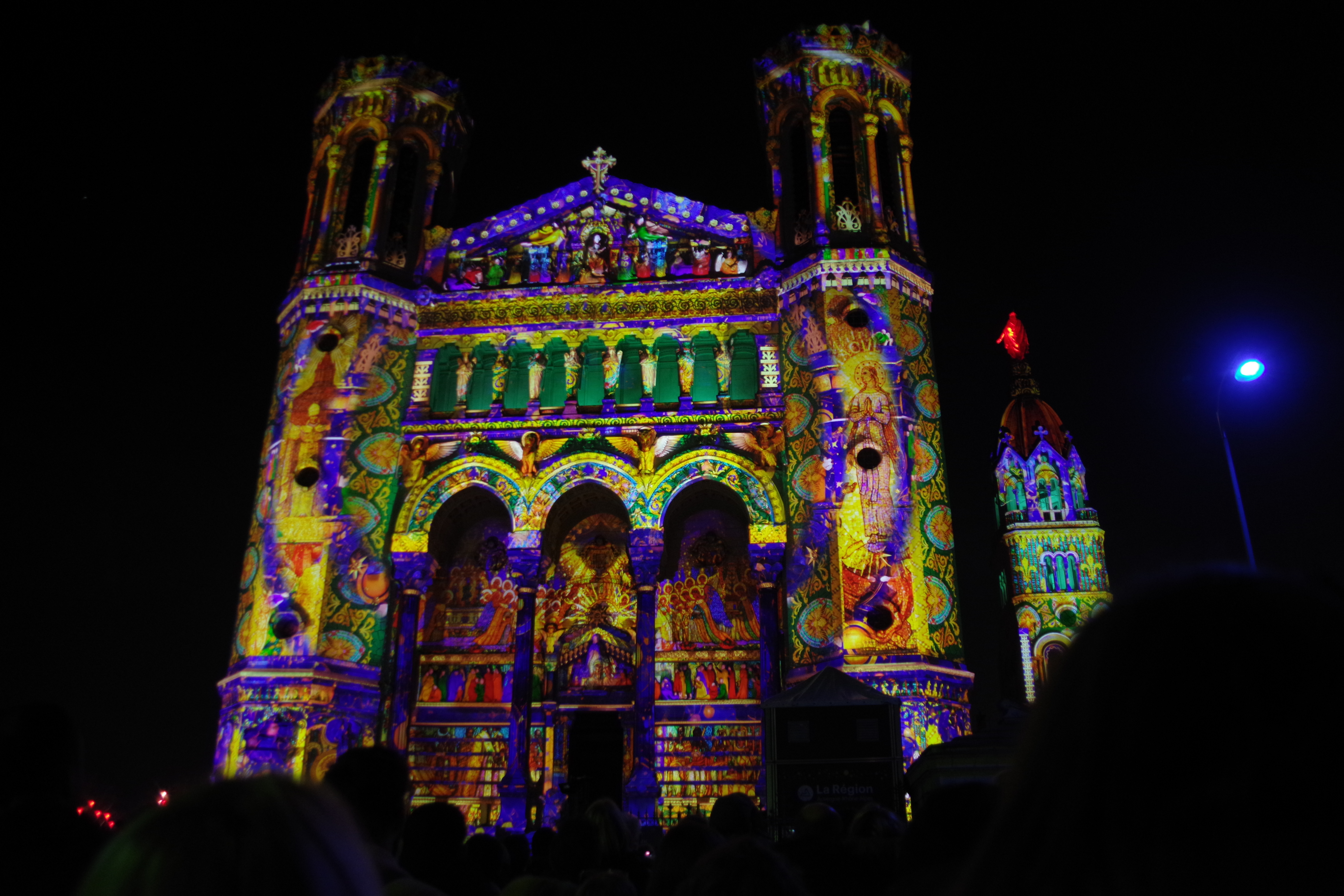
Basilique de Fourvière en 2024
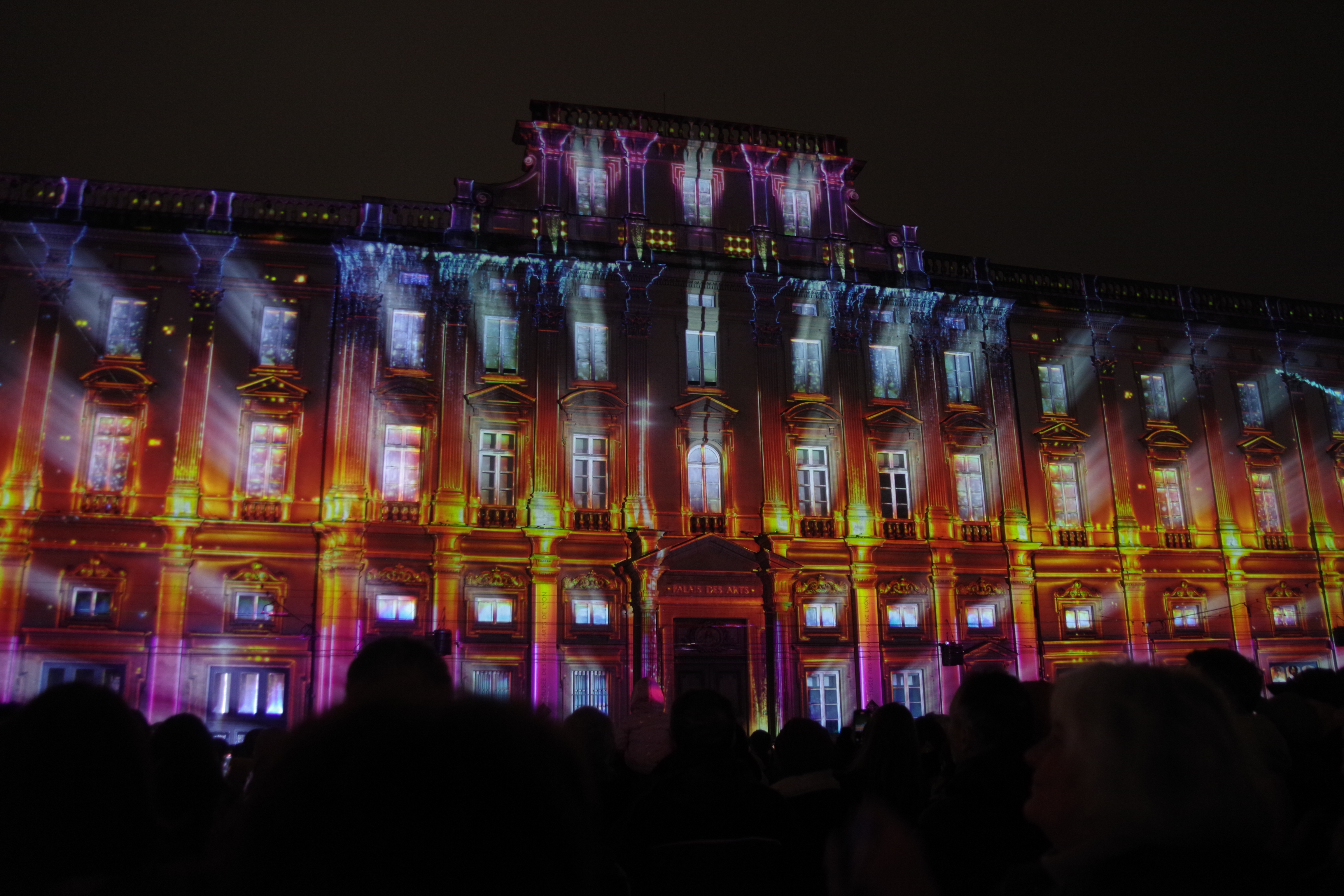
Musée des Beaux-arts en 2024